# Knuckle Reef
Das Knuckle Reef (aus dem Englischen sinngemäß übersetzt Fingerknöchelriff) ist ein Riff in der Marguerite Bay vor der Fallières-Küste des Grahamlands auf der Antarktischen Halbinsel. Es liegt unmittelbar vor dem Beacon Head von Horseshoe Island.
Das UK Antarctic Place-Names Committee nahm 1959 die Benennung vor. Namensgebend sind die bei Niedrigwasser sichtbaren einzelnen Felsen des Riffs, die an die Knöchel einer geballten Faust erinnern.